# Каменка (Малинский район)
Каменка (укр. Кам'янка) — село на Украине, основано в 1547 году, находится в Малинском районе Житомирской области. Расположено на реке Каменка.
Код КОАТУУ — 1823487203. Население по переписи 2001 года составляет 252 человека. Почтовый индекс — 11613. Телефонный код — 4133. Занимает площадь 1,096 км².

## Адрес местного совета
11600, Житомирская область, Малинский р-н, с. Скураты